# Джон Лоренс Ле Конт
Джо́н Ло́ренс Ле́ Ко́нт (англ. John Lawrence LeConte; * 13 травня 1825 — † 15 листопада 1883) — американський натураліст і ентомолог, основоположник американської колеоптерології (наука про жуків). Зробив наукові першоописи, майже, половини відомих у США видів комах, з них понад 5 тис. видів жуків.

## Молоді роки
Народився Джон Ле Конт у сім'ї американського натураліста Джона Етона Ле Конта. Його мати померла невдовзі після пологів і Джона Лоренса виховував батько, який і прищіпив сину любов до науки та природи. У 1842 він закінчує Коледж Гори Святої Марії, а у 1846 році — Коледж Лікарів та Хірургів.

## Філадельфійський період життя
У 1852 році Ле Конт переїжджає до Філадельфії, де працює у державному казначействі США. З початком Громадянської війни у США (1861–1865) іде добровольцем у війська, де був прикомандирований до військового шпиталю у Каліфорнії. На фронті одержує звання лейтенанта-полковника (український еквівалент — підполковник). Після війни повертається до Філадельфії на казначейську роботу. У 1878 році обіймає посаду заступника директора Державного казначейства США у Філадельфії, яку займає до смерті у 1883 році. 

Засновник Американського Ентомологічного Товариства. Дійсний член Національної Академії Наук США. У 1873 році стає президентом Американської Асоціації Передових Наук (англ. American Association for the Advancement of Science), у 1880 році стає віце-президентом Американського Філософського Товариства (англ. American Philosophical Society).

## Експедиції
Першу свою експедицію здійснює у 1844 році в район Великих Озер разом зі своїм двоюрідним братом Джосефом Ле Контом, під час навчання у коледжі. Їхній маршрут пролягав через Ніагарський водоспад, Детройт, Чикаго, Мічиган, Вісконсин, Айову, річку Огайо та Піцбург, аж до повернення в Нью-Йорк. За результатами експедиції, у тому ж році, він публікує свої перші три статті про жуків.

У 1849 вирушає в експедицію з Каліфорнії до Панами, де проводить збори комах. Подорожує Європою, Єгиптом й Алжиром. Два роки проводить дослідження у басейні річки Колорадо. Їде в Гондурас на будівництво інтерокеанської залізниці, пізніше в Колорадо та Нью Мексико на будівництво Канзаської тихоокеанської залізниці.

## Найважливіші наукові публікації
- Каталог жуків США (1853) (англ. Catalogue of the Coleoptera of the United States);
- Систематика жуків Північної Америки (1861, 1873) (англ. Classification of the Coleoptera of North America);
- Нові види північноамериканських жуків (1866, 1873) (англ. New Species of North American Coleoptera);
- Систематика жуків Північної Америки. Частина ІІ (1883) (англ. Classification of the Coleoptera of North America. Part II).

1. ↑  Find a Grave — 1996.